# 甲府風林
甲府風林（日語：ヴァンフォーレ甲府）是一支位於山梨縣甲府市的日本職業足球會，現時在日乙聯賽作賽。

## 簡介
球隊的前身是甲府足球俱樂部，1965年成立。主場館是小瀨運動公園競技場。球隊的名字由來Ventforet是法語的風（vent）和林（forêt），是日本著名軍事人物武田信玄當時所使用的軍旗風林火山。
甲府風林在2005年日乙拿下季軍，並於升降級附加賽面對柏太陽王，第一回合主場2-1逆轉勝，第二回合客場更成為巴西人Baré的個人秀，單場狂進6球率隊以2-6再下一城，合計8-3雙殺對手，隊史首次首次升級到日甲。
不過，儘管甲府風林升上日甲，球隊實力不上不下讓他們成為一段時間的「升降機」，球隊在日甲比賽期間一直徘徊於降級區邊緣，鮮有在聯賽取得高排名。
2006年，日甲初體驗拿下第15名與42分（隊史日甲最高分，高出降級區15分）保級，2007年即以第17名遭到降級。
2009年，甲府風林拿下隊史日乙最高的97分，但以1分差屈居殿軍無緣升級。2010年，拿下日乙亞軍再度升級，但2011旋即以第16名慘遭降級。
2012年，甲府風林拿下日乙冠軍，第3次升級。這一次他們撐得比較久，2013年拿下第15名與35分（高出降級區10分），2014年則在季尾發力才以日甲第13名（隊史最佳名次）保級，2015年一度陷入開季8戰1勝7負的地獄開局但最終仍以第13名完成脫逃，2016年以1分差再度低空飛過，直到2017年以1分差苦吞第3次降級。
2019年，甲府風林以日乙第5名進入升級附加賽，但以1-1無法戰勝殿軍德島漩渦出局。
2020年，甲府風林拿下日乙殿軍，2021年更拿下日乙季軍，但這2年因COVID-19影響而沒有升降級附加賽。
2022年，甲府風林在日乙表現不佳，距離降級區僅有6分之遙，然而在天皇杯上演奇蹟，連續擊敗5支J1球隊，最後于決賽對上廣島三箭，在法定時間裏雙方打平1-1，其後在互射點球階段以5-4擊敗廣島，奇跡奪得俱樂部史上首個杯賽錦標，亦是天皇杯百年史上第2支非頂級聯賽球隊奪標，創下歷史記錄，並同時獲得翌年亚足联冠军联赛分組賽門票。
在2023–24年亞足聯冠軍聯賽，甲府風林在分組賽先後力壓墨爾本城、武里南聯及浙江隊最終以小組首名晉級十六強淘汰賽，在十六強淘汰賽階段最終被K聯賽1的蔚山現代被淘汰出局。
| 排名 | 隊伍     | 賽 | 勝 | 和 | 負 | 得 | 失 | 差 | 分 | 獲得資格   |     | VEN | MEL | ZJI | BUR |
| ---- | -------- | -- | -- | -- | -- | -- | -- | -- | -- | ---------- | --- | --- | --- | --- | --- |
| 1    | 甲府風林 | 6  | 3  | 2  | 1  | 11 | 8  | +3 | 11 | 晉級十六強 |     | —   | 3–3 | 4–1 | 1–0 |
| 2    | 墨爾本城 | 6  | 2  | 3  | 1  | 8  | 6  | +2 | 9  |            |     | 0–0 | —   | 1–1 | 0–1 |
| 3    | 浙江     | 6  | 2  | 1  | 3  | 9  | 13 | −4 | 7  |            | 2–0 | 1–2 | —   | 3–2 |     |
| 4    | 武里南聯 | 6  | 2  | 0  | 4  | 9  | 10 | −1 | 6  |            | 2–3 | 0–2 | 4–1 | —   |     |

## 紀錄

### 2000年：日乙19連敗
甲府風林在2000年日本乙組聯賽作賽期間，曾於第5輪至第32輪期間錄得26場不勝，當中從第13輪起更是展開長達19連敗的羞恥紀錄。

### 2012年：日乙連續24場不敗
甲府風林在2012年的日乙，戰績優異並取得升班資格，其中他們錄得連續24場不敗的紀錄。他們在聯賽第19輪起便未有再輸過波，不敗紀錄一直延續至季尾仍未被打破。

### 聯賽揭幕戰不勝魔咒
甲府風林至2000年起便未曾在聯賽揭幕戰贏波，直至2012年日乙才擊敗櫪木SC，得以終止這項尷尬紀錄。

## 球員名單
As of 20 January, 2015.
註釋：國旗表示球員在國際足聯資格規則定義的國家隊。球員可能擁有一個以上非國際足聯國籍。
| 號碼 |      | 位置 | 球員              |
| ---- | ---- | ---- | ----------------- |
| 1    | 日本 | 门将 | 荻晃太            |
| 2    | 日本 | 后卫 | 福田健介          |
| 3    | 日本 | 后卫 | 畑尾大翔          |
| 4    | 日本 | 中场 | 山本英臣          |
| 6    | 巴西 | 中场 | Marquinhos Paraná |
| 7    | 日本 | 中场 | 石原克哉          |
| 8    | 日本 | 中场 | 新井涼平          |
| 9    | 日本 | 前锋 | 阿部拓馬          |
| 10   | 巴西 | 前锋 | 巴雷              |
| 11   | 巴西 | 前锋 | Maranhão          |
| 13   | 日本 | 中场 | 秋吉泰佑          |
| 14   | 日本 | 中场 | 堀米勇輝          |
| 15   | 日本 | 前锋 | 伊東純也          |
| 16   | 日本 | 前锋 | 松橋優            |

| 號碼 |      | 位置 | 球員     |
| ---- | ---- | ---- | -------- |
| 17   | 日本 | 后卫 | 津田琢磨 |
| 18   | 日本 | 中场 | 下田北斗 |
| 19   | 日本 | 后卫 | 盛田剛平 |
| 21   | 日本 | 门将 | 河田晃兵 |
| 23   | 日本 | 中场 | 稻垣祥   |
| 24   | 日本 | 前锋 | 松本大輝 |
| 26   | 日本 | 后卫 | 熊谷駿   |
| 27   | 日本 | 后卫 | 阿部翔平 |
| 28   | 日本 | 前锋 | 橋爪勇樹 |
| 30   | 日本 | 中场 | 保坂一成 |
| 31   | 日本 | 门将 | 岡西宏祐 |
| 32   | 日本 | 门将 | 中村将   |
| 41   | 日本 | 后卫 | 土屋征夫 |

## 著名前球员
- 比利·塞莱斯基
- Irfan Bachdim
- 何塞·奥迪戈萨

## 榮譽

### 國內
- 日本職業足球乙級聯賽冠軍 : 2012
- 天皇杯冠軍 : 2022

## 外部連結
- 官方網站 （页面存档备份，存于）